# María de la O (canción)
«María de la O» (1933), canción-zambra compuesta por Manuel Quiroga con letra de Salvador Valverde y Rafael de León.

## Descripción y versiones
La copla presenta una rica construcción temática, con cuatro episodios contrastados, diferentes y muy desarrollados: introducción orquestal, primera estrofa, segunda estrofa y estribillo.
María de la O fue creada por sus autores para Estrellita Castro. Grabó dos versiones, la de la discográfica Montilla en 1957 acompañada de la Orquesta Montilla dirigida por el Maestro Quiroga y la de Belter en 1960. Fue la cantante andaluza quien la estrenó, y quien la popularizaría, pero la grabó primero en 1935 la cantante cubana de ascendencia española Pilar Arcos. La primera grabación de esta zambra por Pilar Arcos fue editada por La Voz de su Amo (GY171); se convertiría en el primer gran éxito del Maestro Quiroga; la cantante estuvo acompañada por la Orquesta Crazy Boys, dirigida por el Maestro Pascual Godes; fue reeditada por Producciones El delirio en 1999. En 1941, Pilar Arcos la volvería a grabar con la misma orquesta. También sería temprana la versión más flamenca de Paco el Americano, igualmente de 1935.
Posteriormente la canción fue cantada además por artistas como Marifé de Triana, Carmen Amaya, Manuel Vallejo (con letra modificada), Antonio Mairena en María de la O (1936), Concha Piquer, Lola Flores en María de la O (1958), Marifé de Triana (1961, en su voz fue muy popular en los años 60). Más tarde la han recreado Conchita Bautista, Carlos Cano, Martirio, Cristina del Valle, María Vidal, Isabel Pantoja, Niña Pastori, Diego el Cigala, Paco de Lucía (guitarra), y Diana Navarro entre otros.